# Cinemax
Cinemax (đôi khi gọi tắt là "Max") là một kênh truyền hình trả tiền, truyền hình cáp và mạng truyền hình vệ tinh sở hữu bởi HBO, công ty con của Time Warner. Cinemax chủ yếu phát sóng các phim truyện, cùng các loạt phim hành động, phim tài liệu, nội dung khiêu dâm nhẹ và các cảnh quay hậu trường.
Tính đến tháng 02 năm 2015, chương trình Cinemax cung cấp cho hơn 20.926.000 tivi.
Năm 2013-2015, Cinemax sáp nhập vào HBO, trở thành 1 kênh truyền hình của HBO. Trước đây Cinemax là một kênh riêng của nó nhưng vì năm 2013, kinh phí quá ít (kèm theo những lý do khác) nên buộc lòng phải sáp nhập vào HBO (đã cho phép) và gây ra rất nhiều hoang mang lẫn buồn bã cho người xem.
Trước khi sáp nhập, Cinemax (biểu tượng Cinemax có 1 hình tròn bao quanh chữ Max) đã gửi đến những lời cuối cùng trước khi sáp nhập (xem KCBS Satellite: Cinemax TV Network Final Sign Off trên Youtube phiên bản GoAnimate Plotagon, nay Vyond.)
Sau cùng, Cinemax phiên bản cũ tắt sóng, phiên bản mới (đã tối giản, chỉ còn mỗi chữ Max) mở sóng. Đến năm 2014, nó lại đổi sang logo mà ta đang xem như hiện nay (2016) (Max, thỉnh thoảng lại gọi là Cinemax) (Chỉ tính ở Việt Nam)
Ở Việt Nam, kênh Cinemax châu Á được phủ sóng trên các hệ thống truyền hình trả tiền và các hạ tầng kênh truyền hình ứng dụng OTT: VTVcab, SCTV, HTVC, K+, FPT, FPT Play.
Tại Việt Nam, Cinemax chính thức tái lên sóng vào ngày 1 tháng 5 năm 2020 sau một thời gian lấy tên là Max.
Đơn vị biên tập nội dung của Cinemax ở Đông Nam Á được đặt tại Trung tâm truyền hình Thông tấn xã Việt Nam (TTXVN).